# Alberto Varela
Alberto Varela Schwalb (Montevideo, 16. studenog 1940. – Montevideo, 20. lipnja 2015.) bio je urugvajski mačevalac. 
Rodio se 16. studenog 1940. u Montevideu, kao dijete oca Gabriela i majke Rose Varela. Nakon završene osnovne škole počeo se baviti mačevanjem.
Nastupio je na Olimpijskim igrama 1968. u Ciudad de Méxicu u disciplinama floret pojedinačno i mač pojedinačno. Tada je imao 27 godina i bio visok 1,80 metara. U disciplini floret pojedinačno osvojio je 5., a u disciplini mač pojedinačno 6. mjesto.
Umro je u rodnom Montevideu, 20. lipnja 2015. u svojoj kući.